# Museo Paleontológico de Caldera
El Museo Paleontológico de Caldera (MPC) es un museo de historia natural especializado en paleontología. Está situado en la comuna de Caldera, dentro del Centro Cultural Estación, más conocido como Estación Caldera. Sus colecciones están compuestas por fósiles del Mioceno y del Plioceno Medio (de 11 a 3 millones de años de antigüedad aproximadamente), de la formación Bahía Inglesa. Una de las piezas más características de la exposición permamente es un cráneo de ballena fósil de 10 millones de años de antigüedad, conocido con el nombre de «Josefina».

## Historia

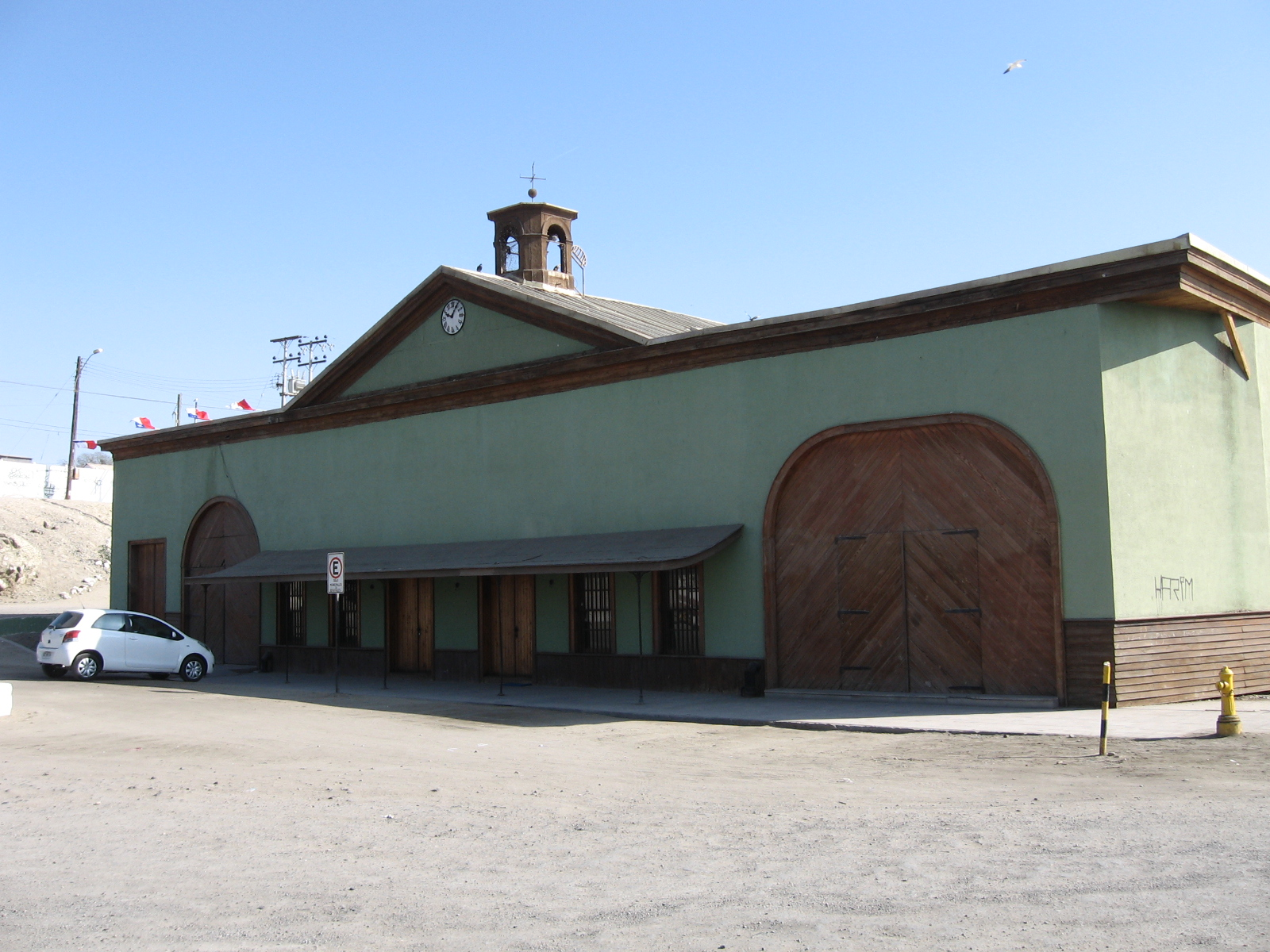
Entrada a Estación Caldera.

Su creación se centra en la preservación y conservación del patrimonio paleontológico de la Región de Atacama, especialmente los hallazgos del yacimiento paleontológico cerro Ballena, siendo el primer museo paleontológico de Chile. Fue inaugurado en 2006, gracias al trabajo de una organización comunitaria, la Ilustre Municipalidad de Caldera y Mario Suárez, quien fuera el curador y director de este museo.
En la actualidad, el Museo está sujeto a la administración de Corporación de Investigación y Avance de la Paleontología e Historia Natural de Atacama.